# Coenonympha mattiaca
Coenonympha mattiaca är en fjärilsart som beskrevs av Metz 1928. Coenonympha mattiaca ingår i släktet Coenonympha och familjen praktfjärilar. Inga underarter finns listade i Catalogue of Life.